# Timothäus Gerresheim
Timothäus Gerresheim –conocido como Tim Gerresheim– (Berlín, 24 de febrero de 1939) es un deportista alemán que compitió para la RFA en esgrima, especialista en la modalidad de florete.
Participó en tres Juegos Olímpicos de Verano entre los años 1960 y 1968, obteniendo una medalla de bronce en Roma 1960 en la prueba por equipos. Ganó una medalla de plata en el Campeonato Mundial de Esgrima de 1959.

## Palmarés internacional
| Representando al Equipo Alemán Unificado |                    |                   |                     |
| Juegos Olímpicos                         |                    |                   |                     |
| Año                                      | Lugar              | Medalla           | Prueba              |
| 1960                                     | Roma (Italia)      | Medalla de bronce | Florete por equipos |
| Representando a la RFA                   |                    |                   |                     |
| Campeonato Mundial                       |                    |                   |                     |
| Año                                      | Lugar              | Medalla           | Prueba              |
| 1959                                     | Budapest (Hungría) | Medalla de plata  | Florete por equipos |